# Wayne Rogers
William Wayne McMillan Rogers III (Birmingham, Alabama, 7 de abril de 1933-31 de diciembre de 2015) fue un actor de cine y televisión estadounidense. Como actor fue protagonista de John "Trapper" McIntyre en "M*A*S*H*" y estaba entre los más queridos de una de las series más populares de la historia. En el papel del cirujano del ejército, Rogers intercambiaba bromas con su compañero de juerga y travesuras Hawkeye (Ojo de halcón) Pierce, interpretado por Alan Alda.

## Biografía
Se licenció en Historia por la Universidad de Princeton y se unió a la Marina de los Estados Unidos. Durante su servicio militar, se interesó en la actuación.
Su principal obra fue la serie de televisión M*A*S*H, donde fue compañero de escena de Alan Alda. Pero dejó la serie después de su personaje, el Capitán Trapper McIntyre, se ve obstaculizado por el estrellato de Alan. Ganó una estrella en el paseo de la Fama de Hollywood en 2005.

## Carrera

### Sus inicios
Rogers apareció en la televisión en dramas y en comedias de situación como The Invaders, The F.B.I., Combat!, Gunsmoke, Have Gun Will Travel, Gomer Pyle, U.S.M.C., The Fugitive, y pequeños papeles de apoyo en la película de 1967 Cool Hand Luke.
En 1959, tuvo el papel de Slim Davis en la telenovela Search for Tomorrow. Rogers también tuvo un papel en Odds Against Tomorrow, nominada al Golden Globe Award en 1960 como la mejor película de Promoción Internacional de Entendimiento. Fue estrella invitada en un episodio de la serie western de la CBS Johnny Ringo. 
Fue protagónico con Robert Bray y Richard Eyer en la serie western Stagecoach West de la ABC de 1960 a 1961. 
En 1965, Rogers protagonizó al teniente del ejército de Estados Unidos Richard Henry Pratt el último de Carlisle Indian School, en el epísodio "The Journey" del grupo de series western Death Valley Days. Robert J. Wilke protagonizó al Sergeant Wilks, quién abogaría por mejor trato a los prisioneros indios. Leonard Nimoy tenía el papel de Yellow Bear (Oso amarillo).

### M*A*S*H (1972–1975)
Cuando Rogers se presenta en M*A*S*H* en la audición para el papel de Haweye Pierce. Pero encontró la caracterización cínica y respondió el examen como Trapper John. Tanto Trapper y Hawkeye tuvieron igual importante en sus caracteres. Pero esto cambió cuando Alan Alda, empezó a ser mayor protagonista que Rogers, llegando a ser más popular con el auditorio. Rogers por lo tanto se alegraba de trabajar con Alda y el resto de su papel (Alda y Rogers eran amígos íntimos) pero eventualmente los escritores del programa dieron los mejores momentos tanto de humor como de drama, en Alda.
Cuando los escritores tomaron la libertad de hacer que Hawkeye como cirujano de tórax en el episodio "Dear Dad" (17 de diciembre de 1972) donde Trapper era el único cirujano de tórax en la película y en la novela, Rogers siente que Trapper fue desplazado de sus credenciales.
En el aniversario número 30 de M*A*S*H* en Reunion Television Special al aire por Fox-TV en el 2002, Rogers comentó de las diferencias entre caracteres de Hawkeye y Trapper: "Alan Alda y yo usamos maneras de discusión de como distinguir las diferencias entre dos caracteres con sus respectivas variantes... my caracterización de Trapper John McIntire fue un pequeño impulso de Hawkeye. Rogers cambió en forma importante el acento sureño de Alabama para caracterizar a Trapper.
Sustituyó a Elliott Gould que había obtenido el papel en la película MASH de Robert Altman y fue sustituido por Pernell Roberts en *M*A*S*H* en el papel de Trapper John, M.D. Después de tres temporadas, Rogers dejó el programa el cual se transmitió por once temporadas, pero su participación y su personaje son especialmente reverenciados por los amantes de la serie televisiva.

### Después de M*A*S*H*
Posterior a su experiencia en el programa, pasó la última parte de su vida como administrador de dinero e inversionista y solía participar en forma regular en el programa "Cashin In" de Fox News.

### Fallecimiento
Wayne Rogers falleció el 31 de diciembre de 2015, debido a complicaciones de una neumonía en Los Ángeles, California, a los 82 años de edad.